# Aftenfalk
Aftenfalken (Falco vespertinus) er en rovfugl. Den tilhører familien Falconidae, falkene. Fuglen lever i Østeuropa og østpå til det centrale Sibirien. Den ses regelmæssigt i Vesteuropa - også i Danmark, hvor den hvert år er en fåtallig gæst. Aftenfalken er en lille falk, der især kan forveksles med lærkefalk. Den lever mest af store insekter, der fanges i luften. Disse fanges især i skumringen, deraf navnet aftenfalk.

## Udseende
Den voksne han har en gråsort fjerdragt bortset fra den rustfarvede undergump. Ben og den inderste del af næbbet er rødlige. Den voksne hun har rent grå overside med mørke tværbånd og gulbrun underside og isse. Vingefanget er omkring 70 centimeter og længden 30 centimeter.